# Ghost Whisperer – Stimmen aus dem Jenseits
Ghost Whisperer – Stimmen aus dem Jenseits ist eine US-amerikanische Fantasy-Mystery-Fernsehserie, die zwischen 2005 und 2010 produziert wurde. Die Hauptrollen spielten Jennifer Love Hewitt und David Conrad.
Die Serie wurde von Sander/Moses Productions in Zusammenarbeit mit den ABC Studios und dem CBS Studios für CBS produziert. Ausführende Produzenten waren Ian Sander und Kim Moses. Autor der Serie Ghost Whisperer war James Van Praagh, der selbst als Medium gilt.
Ghost Whisperer wurde am 18. Mai 2010 von CBS eingestellt. Nachdem ABC Interesse hatte, die Serie doch noch fortzuführen, gaben die ausführenden Produzenten von Ghost Whisperer am 28. Mai 2010 bekannt, dass die Serie nun endgültig nach der fünften Staffel endet.

## Handlung

### Rahmenhandlung
Melinda Gordon ist imstande, mit den Geistern verstorbener Menschen zu kommunizieren. Sie hilft den Geistern und den lebenden Menschen, obwohl sie häufig mit Skepsis konfrontiert wird. Ihr Ehemann Jim Clancy und ihre Freundin Andrea Marino (in der ersten Staffel) unterstützen sie. In Staffel 5 wird sie Mutter eines Sohnes namens Aiden Lucas.
Melinda Gordon ist die Besitzerin eines Antiquitätengeschäfts, hat aber selten Zeit dafür, da sie sich oft um die Belange, Wünsche und Sorgen der Geister kümmert. So kommt es, dass Melindas Geschäftspartnerin und Freundin Andrea Marino oftmals alleine das Geschäft führt. Nach Andreas Tod leitet sie zusammen mit ihrer neuen Freundin, Delia Banks (ab Staffel 2), das Antiquitätengeschäft. Nachdem sie Mutter wird, eröffnet Delia ihr eigenes Maklerbüro gegenüber von Melindas Laden.

### Staffel 1
Über den Großteil der ersten Staffel hinweg bildet jede Folge der Serie eine abgeschlossene Handlung. Diese enden stets damit, dass der Geist in das Jenseits übergeht. Mit den letzten beiden Folgen und dem Staffelfinale erfuhr die Serie einen herben Bruch mit dieser Tradition – offensichtlich von Erfolg und Fanbase gerade in den USA überrollt, gab man durch CBS eine zweite Staffel in Auftrag und änderte scheinbar während der Serie das Konzept. Die Folgen erfuhren nun Zusammenhang miteinander, und es wurden neue mysteriöse Charaktere eingeführt, z. B. der geheimnisvolle schwarze Mann (Romano), auf dessen böse Machenschaften Melinda erstmals von Ely Fischer in der Folge „Zeit des Zorns“ vor dessen Hinübergang hingewiesen wird. In „Ihr letzter Tanz“ wird noch deutlicher, dass sich in der Sendung nun mehr und mehr eine zusammenhängende Handlung ergibt – Melinda glaubt, ihre Fähigkeiten verloren zu haben, und stellt gegen Ende der Staffel fest, dass die Geister verschwunden sind, nicht ihre Fähigkeiten.
Im Staffelfinale findet dann der vollendete Wandel inklusive Cliffhanger statt. Schon in den letzten Folgen deutete sich an, dass von Melinda nun mehr verlangt werden wird, als mit dem Geist zu kommunizieren und ihn mit sich ins Reine zu bringen. Eine neue Aufgabe zeigt sich zunächst darin, dass sie nicht herausfinden kann, um wen es sich überhaupt handelt – der Geist ist im Schlaf gestorben, und ihm wird zu Anfang der Folge erst bewusst, dass er überhaupt tot ist. Später erkennt Melinda jedoch, dass es sich offensichtlich um einen Flugzeugpiloten handelt – auch eine Stewardess kommt hinzu. Bis Ende des ersten Teils von „Die Auserwählte“ beschäftigt sich Melinda mit Andreas Plänen, das Geschäft auszubauen, und dem dazugehörigen Architekten sowie damit, überhaupt Grundlegendes über die beiden Geister herauszufinden.
Es stellt sich heraus, dass ein Flugzeug führerlos durch den Luftraum geistert und es sich bereits in der Nähe befindet. Es kommt aus Johannesburg, wo sich auch Andreas Bruder aufhält, weshalb sie in Panik gerät und in dessen Wohnung herausfinden will, ob er sich in dieser Maschine befindet. Während Melinda weiter versuchen will, die Luftfahrtbehörde und umliegende Flughäfen zur Suche nach dem Flugzeug zu bewegen (niemand glaubt den beiden bei ihren Anrufen), ist es bereits zu spät – während Melinda mit ihrem Mann telefoniert, stürzt das Flugzeug nahe der Hauptstraße ab. Melinda sieht sich nun mit der Luftfahrtbehörde konfrontiert, die einige Fragen an sie hat, und mit über 200 Geistern, die nicht wissen, was mit ihnen geschehen ist. Romano taucht nun zum ersten Mal aktiv handelnd auf – er versucht, die Seelen zu fangen und erzählt ihnen, Melinda würde lügen, dergestalt, dass hinter dem Licht nicht die Erlösung warte, sondern nur Verderben und Bestrafung zu finden seien. Er verspricht den Seelen des Weiteren, dass sie, wenn sie im Diesseits verweilen, bei ihren Familien und Freunden bleiben könnten. Zugleich bietet er Melinda an, die Seelen doch hinüberzuschicken, wenn sie ihm ihre Seele übergibt. Sie entdeckt unter den Toten auch die Frau des Architekten, der das Geschäft umbauen soll – da sie jedoch im Gegensatz zu den Opfern aus dem Flugzeug nicht gefroren ist und ihre kleine Tochter nicht dabei hat, versucht Melinda herauszufinden, wie sie ums Leben kam (sie hatte den Architekten bereits gefragt, ob sie fliegen). Es stellt sich heraus, dass das Flugzeug auf das Auto der beiden gestürzt ist – Melindas Mann findet das Mädchen unversehrt im Auto unter Trümmerteilen. Das Mädchen erzählt von einem Traum, in dem es jemand aus dem Licht zurückgeschickt hat – es soll Melinda warnen und bestärken, gegen Romano vorzugehen, da sie „die Auserwählte“ sei. Dieser Satz ist ihr während der letzten Zeit des Öfteren begegnet. Melinda überzeugt fast alle toten Seelen aus dem Flugzeug ins Licht zu gehen. Einige wenige gehen jedoch mit Romano. Zum Abschluss der Folge sieht man Andrea, die sich um ihren Bruder sorgt, und Melinda im Antiquitätengeschäft. Plötzlich kommt er auf das Geschäft zu, woraufhin Andrea ihm entgegenrennt, jedoch von ihm ignoriert wird. Hier wird klar, dass Andrea in ihrem Auto ebenfalls vom Flugzeug erfasst worden und ums Leben gekommen ist. Noch bevor ein Dialog startet, taucht Romano auf und schließt die Folge mit den Worten ab, Andreas Seele gehöre nun ihm.

### Staffel 2
Die zweite Staffel begann damit, dass Andrea den Lügen Romanos beinahe Glauben schenkt und mit ihm geht, dann aber doch auf Melinda hört und sich dem Licht zuwendet. Die beiden Freundinnen verabschieden sich mit Andreas Versprechen, „dort oben“ auf Melinda zu warten. Romano tritt in den nächsten Folgen kaum in Erscheinung. Melinda allerdings lernt die Witwe Delia Banks und ihren Sohn Ned kennen und die beiden Frauen freunden sich an. Delia arbeitet später bei Melinda im Laden.
Nach und nach kommen unheilvolle Botschaften vor, die alle den Tod eines geliebten Menschen vorhersagen.
Melinda wird gezwungen, Delias Sohn Ned von ihrer Gabe zu erzählen, was er auch für sich behält. Als Delias verstorbener Mann Charlie jedoch auftaucht, weiht sie auch Delia in ihr Geheimnis ein.
Diese schenkt ihr letztlich zwar Glauben, will sich aber nicht weiter auf die Geisterwelt einlassen.
Unerwarteterweise trifft Melinda einen Mann namens Gabriel, der die gleiche Gabe hat wie sie, jedoch für die böse Seite die Seelen am Hinübergehen hindert. Durch ihn verdichten sich auch die Visionen und die fünf Zeichen, die auf eine Tragödie hindeuten. Weiterhin besagt eines der fünf Zeichen, dass ein geliebter Mensch stirbt, woraufhin Melinda sich sehr um Delia und Jim sorgt.
Melinda bekommt Deutungen, fünf besondere Kinder um sich zu scharen. Sie denkt, dass es ihre Aufgabe ist sie zu beschützen. Es stellt sich jedoch am Staffelende heraus, dass diese fünf Kinder zu ihr kommen sollten, um Melinda vor dem Tod zu bewahren. Bei ihrer Nahtoderfahrung steht sie kurz davor hinüberzugehen und sieht dabei ihren Vater, der im Licht auf sie wartet.

### Staffel 3
Zu Beginn der dritten Staffel ist Melinda davon überzeugt, dass ihr Vater gestorben ist, da sie ihn im Licht gesehen hat. Sie macht sich nun auf Spurensuche, um herauszufinden, was ihm zugestoßen ist.
Außerdem rückt mehr und mehr die geheimnisvolle Untergrundstadt in den Vordergrund. Melinda wird während ihrer Begegnungen mehrmals dorthin geführt und nimmt Kontakt zu den „Unerlösten“ auf. Delias Sohn Ned geht mittlerweile in die Senior Highschool und „begegnet“ immer öfter Geistern, wovon er Melinda erzählt. Er bittet sie um Verschwiegenheit seiner Mutter gegenüber, da diese sowieso nicht an Geister glaubt und auch nichts damit zu tun haben möchte. Auch Jim führt seinen ersten Geist ins Licht und erfährt so, wie sich seine Frau dabei fühlt.
Ricks verstorbene Ehefrau, die vorher von Gabriel überzeugt wurde, sich vom Licht abzuwenden, findet letztlich doch noch ihre Vergebung und kann „hinübergehen“.
Gabriel, Melindas vermeintlicher Halbbruder, hat immer noch undurchsichtige Motive, jedoch stellt sich schnell raus, dass er für die Unterwelt „arbeitet“.
Auch ihr Vater Tom Gordon spielt eine stärkere Rolle. Melinda ist überglücklich, ihren Vater lebend gefunden zu haben, allerdings bleibt ein Rest Misstrauen. Sie überprüft ihn und muss ihm später dabei helfen, einen Geist loszuwerden, der Tom aus Rache zum Selbstmord verleiten möchte. Durch diesen Geist lüftet Melinda letztlich das große Geheimnis um ihren Vater.
Zum Schluss der Staffel wollen Melinda und ihre Freunde einen Ausflug machen. Rick bemerkt dabei, dass die Gruppe an dem sonnigen Tag zu sechst ist, aber nur fünf Schatten von der Sonne auf die Straße geworfen werden. Melinda erkennt sofort die Gefahr, weiß aber noch nicht, auf wen sie sich bezieht.

### Staffel 4
Die vierte Staffel beginnt mit der Nahtod-Erfahrung eines College-Professors namens Eli, der durch dieses Erlebnis mit Toten kommunizieren kann. Jedoch kann er sie nur hören und braucht deshalb Hilfe von Melinda, um mit seiner Gabe umgehen zu können. In der 6. Folge, Der Verlust, wird ihr Mann Jim von einem Polizisten, Detective Neely, erschossen. In der 7. Folge, Schwelle zum Jenseits, sieht Melinda Jims Geist während der Trauerfeier für ihn und rät ihm, ins Licht zu gehen. Jim möchte Melinda nicht alleine lassen und fährt kurzerhand in den Körper eines vor kurzem verstorbenen Mannes. Melinda hofft, dass sie und Jim eine zweite Chance bekommen, doch Jim kann sich an nichts mehr erinnern. Er führt das Leben seines neuen Körpers weiter und weiß daher nicht, wer Jim ist oder war. Nun ist er Sam. Mit der Zeit kommen seine Erinnerungen jedoch zurück und Melinda kämpft um die Liebe der beiden. Sie begleitet ihn auf Schritt und Tritt und lässt ihn bei sich wohnen. Mitte der vierten Staffel werden Sam und Melinda ein Paar, und sie erzählt ihm von ihrer Gabe. Da in derselben Folge ein Geisterjäger nach Grandview kommt, reagiert Sam sehr abweisend. Er glaubt nicht an Geister und hält Leute, die es doch tun, für verrückt. Einige Folgen später wollen Melinda und Eli einem Kanalarbeiter namens Ben helfen, der wie bei Sam von einem anderen Geist in Besitz genommen wurde. Ben flüchtet in einen Abwasserkanal, da er mit angehört hat, wie seine Frau nichts mehr mit ihm zu tun haben will, denn sie glaubt ihm nicht, dass er ihr verstorbener Mann ist. Durch einen Unfall öffnet Ben aus Versehen ein Rohr, durch das Unmengen von Wasser in den Abwasserkanal strömt. Ben kann sich retten, doch Melinda, die ihm nachgelaufen ist, wird durch das Wasser eingesperrt. Dr. Bird schickt Eli los, um Melinda zu retten, doch da er nicht schwimmen kann, muss Sam zu Melinda schwimmen. Während Sam unter Wasser fast stirbt, erinnert er sich an sein früheres Leben: Seinen Tod, seine Hochzeit mit Melinda, die gemeinsame Zeit, die die beiden miteinander verbracht haben. Melinda gelingt es, Sam in letzter Minute zu retten, und Sam ist durch die Nahtod-Erfahrung nicht mehr Sam, sondern Jim. Jims Geist hat nun vollkommen von ihm Besitz ergriffen und er erinnert sich wieder an sein früheres Leben, doch hat er vergessen, dass er in Sams Körper gefahren ist und als Sam weiterlebte. Auch weiß er nicht mehr, wie es war, tot zu sein. Am Ende der Staffel erfährt Melinda, dass sie schwanger ist. Allerdings ist sie schon seit acht Wochen schwanger. Das heißt, dass ihr Kind von Jim ist, weswegen er sie fragt, ob sie ihn wieder heiraten möchte. Sie wird durch Visionen davor gewarnt, ihren Jungen, den sie bekommen wird, nicht in Angst leben zu lassen. Des Weiteren findet sie das Buch der Veränderungen, in dem einige der Beobachter Tagebuch über Menschen führen, die gestorben und wieder ins Leben zurückgekommen sind, wie z. B. Andrea, Eli und andere. In der letzten Folge heiraten Melinda und Sam auf der Straße, auf der sie sich kennengelernt haben.
Der Fall in der Episode „Verloren in der Dunkelheit“ (Ball & Chain) wurde von der Entführung der Colleen Stan in Red Bluff inspiriert.
Die vierte Staffel lief am 27. Februar 2009 auf Kabel 1 an. Am 29. Mai 2009 ging Ghost Whisperer auf Kabel 1 in die Sommerpause, da die restlichen Folgen der vierten Staffel noch nicht synchronisiert waren. Am 7. August 2009 wurde die vierte Staffel auf Kabel 1 fortgesetzt. Jedoch wurden alle zwei Wochen Episoden aus der dritten Staffel ausgestrahlt, um das Staffelfinale auf das Jahresende zu verschieben.

### Staffel 5
Am Anfang der Staffel sieht man die Geburt von Melindas Sohn Aiden Lucas. Aiden war der Name von Jims Vater. Bei der Geburt von Aiden Lucas scheint es erst so, als würde er sterben, da er blau anläuft und nicht selbstständig atmen kann. Die Zeit bleibt stehen und Melinda sieht eine junge Frau im Kreißsaal. Ihr Name ist Amber. Sie ist im Raum nebenan bei der Geburt ihres Sohnes gestorben. Sie denkt, ihr Sohn sei in Aiden Lucas hineingefahren und besucht ihn deswegen jedes Jahr am Tag seiner Geburt. Die Zeit springt fünf Jahre in die Zukunft. Jim ist nun Doktor im örtlichen Spital und immer öfter muss Melinda Geister aus dem Spital ins Licht führen. Es ist Aidens fünfter Geburtstag und erneut taucht Amber auf. Sie hatte mit ihrem früheren Chef als Praktikantin ein Verhältnis, wurde schwanger und willigte schriftlich in eine Adoption durch den Chef und seine Frau ein, entschied sich aber kurz vor ihrem Tod dagegen. Melinda erzählt ihr, dass ihr Sohn noch lebt und er von seinem leiblichen Vater aufgrund der vertraglichen Vereinbarung adoptiert wurde. Sie folgt Aiden und ihrem Sohn Taylor in eine Bowlingbahn und versucht Taylor klarzumachen, dass sie seine Mutter ist. Taylor ist verängstigt und Amber tötet ihn versehentlich beinahe. Dabei entdeckt Melinda, dass sie mit Aiden mittels seiner besonderen Fähigkeit – Empathie – kommunizieren kann, denn Aiden kann die Gefühle und Erlebnisse der Menschen und Geister in seiner Umgebung wahrnehmen und miterleben. Ambers Trauer über den Verlust ihres Sohnes gingen an Aidens Geburtstag in seine Träume und Gefühle über. Darum bekam Aiden jedes Jahr an seinem Geburtstag plötzlich Fieber. Einige Folgen später erfährt man, dass Aiden nicht nur Geister sehen kann. Er kann kleine magische Wesen sehen, die glänzen und die glitzernde Sachen mögen, die Leuchtleute. Aiden bezeichnet sie als „seine Freunde“ und sie schenken ihm seit Wochen Spielzeug und besuchen ihn jeden Abend. Seine Freunde bestehen aus purem Licht und fürchten sich vor den Schatten. Zum ersten Mal wird erwähnt, dass es Geister gibt, die nicht vollständig ins Licht gehen, sondern dass ein Teil von ihnen als „Schatten“ zurückbleiben. Die Schatten mögen es nicht, wenn man über sie Bescheid weiß. Sie fahren in die Körper anderer Lebender, um mit Menschen zu kommunizieren und missbrauchen diese menschlichen „Hüllen“ oft als Druckmittel, wie z. B. bei Elis Chef, der von den Schatten erpresst wird und dessen Mutter stirbt, falls er ihnen nicht gehorcht. Melinda kann diese Schatten und Aidens Freunde nicht sehen, da ihre Kräfte nicht so stark sind wie die ihres Sohnes Aiden. Mitte der fünften Staffel erkennen die Schatten, dass das Buch der Veränderungen immer mehr eine Bedrohung für sie darstellt. Sie sorgen dafür, dass Professor Bedfords Mutter stirbt, um Druck auf ihn auszuüben, das Buch endlich zu vernichten. Er möchte Eli und Ned dazu zwingen, ihm das Buch auszuhändigen, indem er bei Delias Maklerbüro mit einer Bombe aus dem Vietnamkrieg erscheint und sie als Geisel nimmt. Als Eli ihm das Buch übergibt, flüchten Delia und Eli aus dem Büro. Professor Bedford erkennt, dass sich das Buch anscheinend selbst ausgelöscht hat, damit es den Schatten nicht helfen kann. Doch Ned hat das Buch nur rechtzeitig versteckt. Die Schatten werden wütend. Delias Maklerbüro explodiert und Professor Bedford stirbt. Als Geist sucht er nun Ned heim, da er das Buch besitzt. Eine Folge später taucht die Collegeprofessorin wieder auf, die von der verstorbenen Tochter des Mannes, dessen Auto ihren Verlobten tötete, heimgesucht wurde, damit die zwei zusammenkommen, damit ihr Tod nicht umsonst war.
Die Schatten werden immer mächtiger und nehmen immer öfter Besitz von dem Beobachter Carl. Jim und Melinda wollen um jeden Preis ihren Sohn beschützen und erzählen ihm, dass es keine Geister gibt.
Mit der Zeit werden die Schatten so mächtig, dass sie sogar von Melinda Besitz ergreifen (Staffel 5, Episode 22). Aiden ist der Einzige, der sie retten kann. Obwohl seine Eltern ihm gesagt haben, dass es keine Geister gibt, redet er weiter mit ihnen, doch erzählt Jim und Melinda nichts.
Als sich Melinda, von den Schatten besetzt, in ihrem Laden einschließt, ruft Aiden „seine Freunde“, die Leuchtleute, und ihr Leuchten vertreibt die Schatten. Melinda ist wieder sie selbst und Jim sieht ein, dass es nicht richtig war, Aiden seine Gabe ausreden zu wollen.
Die Serie endet mit Melindas Worten zu Aiden: „Du warst heute mein Held.“ Dieser antwortet: „Mami, du bist auch eine Heldin.“

## Besetzung und Synchronisation
| Schauspieler         | Rolle                             | Synchronsprecher     | Hauptrolle (Episoden) | Nebenrolle (Episoden) | Gastrolle (Episoden)        | Zusatzinformationen                                                                                           |
| -------------------- | --------------------------------- | -------------------- | --------------------- | --------------------- | --------------------------- | --- |
| Jennifer Love Hewitt | Melinda Gordon                    | Melanie Hinze        | 1.01–5.22             |                       |                             | |
| David Conrad         | Jim Clancy                        | David Nathan         | 1.01–4.06             |                       |                             | Jim wird erschossen. Fährt dann in den Körper eines toten Mannes und lebt in ihm als Sam weiter.              |
| David Conrad         | Sam Lucas                         | David Nathan         | 4.07–5.22             |                       |                             | Jim wird erschossen. Fährt dann in den Körper eines toten Mannes und lebt in ihm als Sam weiter.              |
| Aisha Tyler          | Andrea Marino                     | Arianne Borbach      | 1.01–2.01             |                       |                             | Kommt in 1.22 während eines Flugzeugabsturzes ums Leben. Geht in 2.01 als Geist ins „Licht“.                  |
| Camryn Manheim       | Delia Banks                       | Martina Treger       | 2.02–5.22             |                       |                             | Mitarbeiterin von Melinda ab Staffel 2. Sie weiß bis Episode 19 der zweiten Staffel nichts von Melindas Gabe. |
| Jay Mohr             | Rick Payne                        | Björn Schalla        | 3.01–3.18             | 2.01–2.22             | 4.01                        | Geht in 4.01 auf eine Forschungsreise.                                                                        |
| Christoph Sanders    | Ned Banks                         | Carsten Otto         | 4.01–5.22             | 3.11–3.18             |                             | Schauspielerwechsel Sohn von Delia Banks                                                                      |
| Tyler Patrick Jones  | Ned Banks                         | Johannes Walenta     |                       | 2.02–2.22             |                             | Schauspielerwechsel Sohn von Delia Banks                                                                      |
| Jamie Kennedy        | Eli James                         | Matthias Deutelmoser | 4.01–5.22             |                       |                             | |
| Connor Gibbs         | Aiden Lucas                       |                      |                       | 5.01–5.22             |                             | Sohn von Melinda und Jim/Sam                                                                                  |
| Anne Archer          | Beth Gordon                       | Helga Sasse          |                       |                       | 1.15, 1.20, 3.01, 3.18      | Mutter von Melinda, sie hat dieselbe Gabe wie ihre Tochter                                                    |
| Ignacio Serricchio   | Gabriel Lawrence (Gabriel Gordon) | Alexander Doering    |                       |                       | 2.20–2.22, 3.05, 3.09, 3.17 | Angeblicher Bruder von Melinda; Sohn von Tom Gorden                                                           |
| Martin Donovan       | Tom Gordon                        | Stefan Staudinger    |                       |                       | 3.01, 3.05, 3.17, 3.18      | Ziehvater von Melinda; Wird in 3.18 von einem Geist (Melindas leiblicher Vater Paul Eastman) getötet.         |

## Ausstrahlung
| Staffel   | Episoden | Erstausstrahlung (CBS)              | Erstausstrahlung (kabel eins)     | Erstausstrahlung (ORF eins)          | Erstausstrahlung (3+/4+)                                                                           |
| --------- | -------- | ----------------------------------- | --------------------------------- | ------------------------------------ | -------------------------------------------------------------------------------------------------- |
| Staffel 1 | 22       | 23. September 2005 bis 5. Mai 2006  | 2. August bis 11. Oktober 2006    | 3. Juli bis 18. Dezember 2007        | |
| Staffel 2 | 22       | 22. September 2006 bis 11. Mai 2007 | 23. März bis 26. Oktober 2007     | 8. Januar bis 2. September 2008      | |
| Staffel 3 | 18       | 28. September 2007 bis 16. Mai 2008 | 7. März bis 10. Oktober 2008      | 9. September 2008 bis 15. April 2009 | 24. Januar bis 16. Februar 2011 (3+)                                                               |
| Staffel 4 | 23       | 3. Oktober 2008 bis 15. Mai 2009    | 27. Februar bis 13. November 2009 | 15. März bis 13. September 2014      | 18. August 2009 bis 16. Mai 2010 (3+)                                                              |
| Staffel 5 | 22       | 25. September 2009 bis 21. Mai 2010 | 5. März bis 3. September 2010     | seit dem 5. Januar 2016              | 26. Februar bis 19. März 2011 (bis Folge 8; 3+) 20. Oktober bis 29. Dezember 2012 (ab Folge 9; 4+) |

## Musik
Mark Snow, auch bekannt als Komponist für u. a. Akte X – Die unheimlichen Fälle des FBI schuf für alle fünf Staffeln die Titelmelodie.

## DVD-Veröffentlichung
Die DVD-Box zur ersten Staffel erschien am 7. Juni 2007, die zur zweiten Staffel am 6. März 2008, die zur dritten Staffel am 2. April 2009 und die zur vierten Staffel am 1. April 2010. Die erste Staffel erhielt nach §14 JuSchG eine FSK ab 16 Jahren. Die zweite, dritte und vierte Staffel erhielten nach §14 JuSchG eine FSK ab 12 Jahren. Die fünfte Staffel erhielt nach §14 JuSchG eine FSK ab 16 Jahren.

## Auszeichnungen
- Jennifer Love Hewitt gewann im Jahr 2006, 2007 und 2008 den Saturn Award der „Academy of Science Fiction“ in der Kategorie „Beste Fernsehdarstellerin“ („Best Actress on Television“). Des Weiteren wurde sie 2006 für den Kids’ Choice Award in der Kategorie „Beliebteste Fernsehschauspielerin“ („Favorite Television Actress“) und den People’s Choice Awards in der Kategorie „Beliebtester weiblicher Fernsehstar“ („Favorite Female Television Star“), den Emmy Award und den Teen Choice Award nominiert, ging jedoch leer aus. 2007 wurde Hewitt für den Teen Choice Award und 2008 für den TV Land Award nominiert, gewann jedoch ebenfalls nicht.

- Joseph Castanon gewann 2006 den Young Artist Award für die Rolle des Kenny in der zweiten Episode der ersten Staffel.

- Jenna Boyd wurde 2008 für den Young Artist Award in der Kategorie: „Beste Nebendarstellerin“ nominiert.

- 2007 wurde die Folge „Macht des Bösen“ (2.01) für den Emmy Award nominiert.

- 2009 wurde die Folge „Die Verehrerin“ (3.11) für den GLAAD Media Award nominiert. Zwei Episoden wurden für den Emmy nominiert: „Der Avatar“ (4.03) in der Kategorie „Herausragende Spezialeffekte für eine Fernsehserie“ („Outstanding Special Visual Effects for a Series“) und „Experimente“ (4.18) in der Kategorie „Herausragende Musikkompositionen für eine Fernsehserie“ („Outstanding Music Composition for a Series“) („Original Dramatic Score“).

- 2010 wurde Ghost Whisperer erneut für den Saturn Award, in der Kategorie „Best Network Series & Best Syndicated/Cable Television Series“, nominiert.

## Hintergrund
Die Serie wurde bereits in zahlreichen Ländern ausgestrahlt, darunter in Albanien, Australien, Brasilien, Deutschland, Frankreich, Vereinigtes Königreich, Italien, Kanada, Kolumbien, Österreich, Polen, Russland, Schweden, Spanien, Griechenland, Niederlande, Ungarn und Schweiz.
Die Serie gehört zu einer Reihe von Filmen, die metaphysische oder auch spirituelle Erfahrungen wie Nahtoderfahrungen und mediale Erfahrungen nicht mehr als märchenhafte Fantasy darstellen, sondern als Realität. Zu dem Sujet gehören auch Filme wie Hereafter von Clint Eastwood (2010), Das Geisterhaus (1993), Ghost – Nachricht von Sam (1990).